# Brama Pile

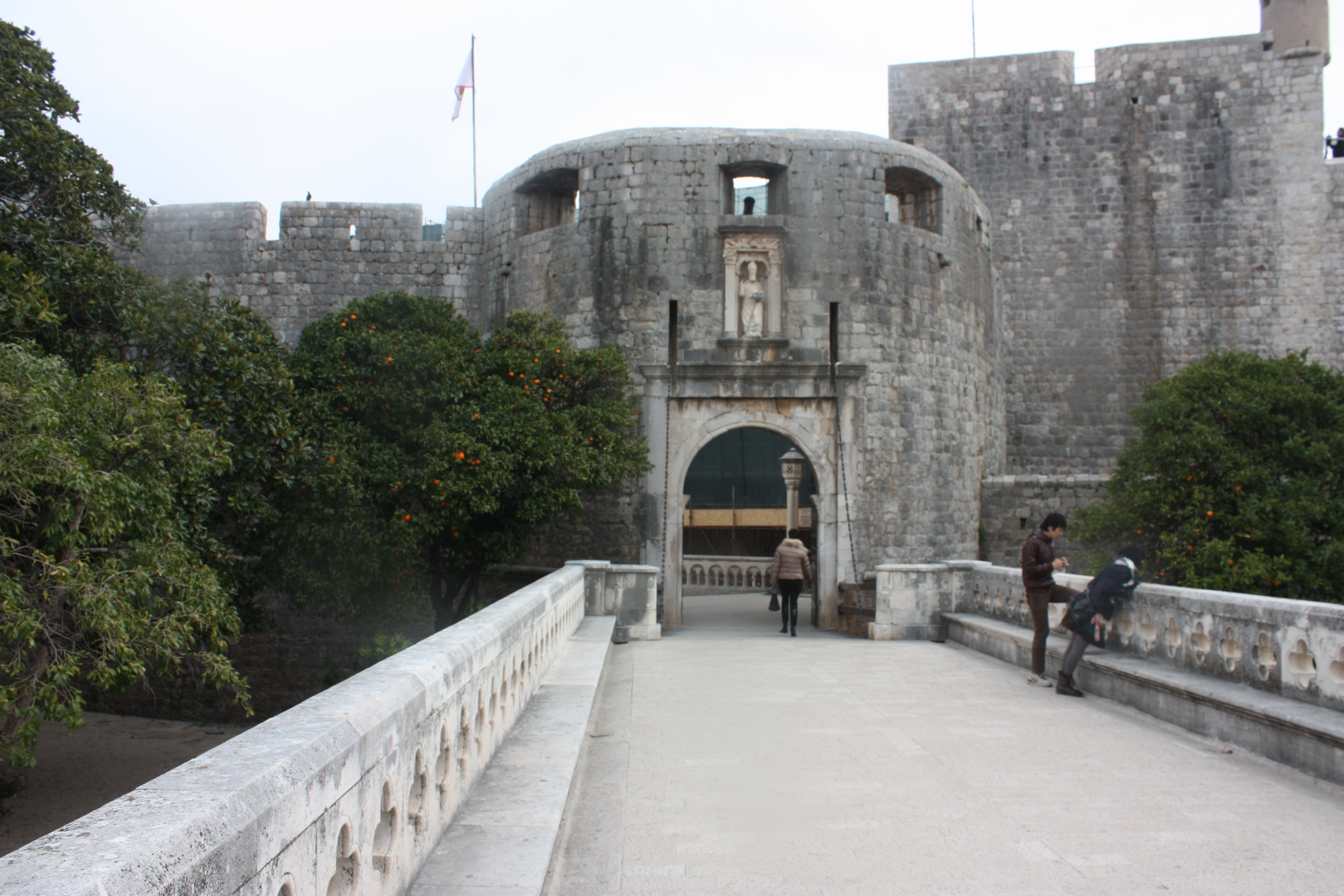

Brama Pile (chorw. Vrata od Pila) – brama miejska w zachodniej pierzei murów miejskich Dubrownika, między basztami Puncjela i Minčeta. Prowadziła do przedmieścia Pile i obsługiwała większość ruchu lądowego. Przejście przez mury w miejscu bramy Pile było najstarszym z istniejących - funkcjonowało od czasu założenia miasta, początkowo jako jedyny dostęp z zewnątrz, bo znajdowało się w punkcie, gdzie wysepka Lausa mieszcząca najstarszą część Dubrownika stykała się z lądem stałym (do XII wieku miasto zajmowało tylko południową część dzisiejszej starówki, oddzieloną od stałego lądu na północy wąską i płytką zatoczką morską w miejscu dzisiejszej ulicy Stradun, na którą wychodzi brama). 
Brama Pile składa się z bramy zewnętrznej i wewnętrznej. Nad bramą wewnętrzną stała baszta Pile, poświadczona w 972. Pierwsze wzmianki o bramie wewnętrznej pochodzą z XIII wieku. Dzisiejszą bramę wewnętrzną zbudowano w 1460 w stylu gotyckim, na wzór bramy Peskarija po przeciwnej stronie miasta. W 1818 Austriacy rozebrali basztę Pile. We wnęce nad bramą zewnętrzną stoi posąg świętego Błażeja dłuta słynnego XX-wiecznego chorwackiego rzeźbiarza Ivana Meštrovicia. 
Brama zewnętrzna, wychodząca bezpośrednio na fosę, została wzniesiona w 1537 w stylu renesansowym. W 1397 nad fosą przerzucono stały kamienny most o jednym przęśle. Przy poszerzeniu fosy w 1471 most ten został rozebrany i zastąpiony kamiennym mostem o trzech przęsłach projektu Paskoje Miličevicia. W 1533-37 przęsło przed bramą zostało zastąpione drewnianym mostem zwodzonym. 